# Fußball-Weltmeisterschaft 2022/Polen
Dieser Artikel behandelt die polnische Fußballnationalmannschaft bei der Fußball-Weltmeisterschaft 2022. Polen nahm zum neunten Mal an der Endrunde teil. Zuletzt hatten die Polen 2018 an der WM in Russland teilgenommen, wo sie nach der Vorrunde ausschieden. Durch ein torloses Unentschieden gegen Mexiko und einen Sieg gegen Saudi-Arabien in der Vorrunde gelang es der Mannschaft, sich als Gruppenzweiter hinter Südamerikameister Argentinien (gegen das Polen mit 0:2 unterlag) für das Achtelfinale zu qualifizieren. Dort traf das Team auf Titelverteidiger Frankreich und schied mit einer 1:3-Niederlage aus dem Turnier aus. Eine besondere Bedeutung hatte die Teilnahme Polens an der WM 2022 auch für Robert Lewandowski: Der zweimalige FIFA-Weltfußballer konnte für Polen seine ersten zwei WM-Tore erzielen.

## Qualifikation
Die Mannschaft qualifizierte sich über die Play-off-Spiele des europäischen Fußballverbandes UEFA für die Weltmeisterschaft in Katar.

### Spiele

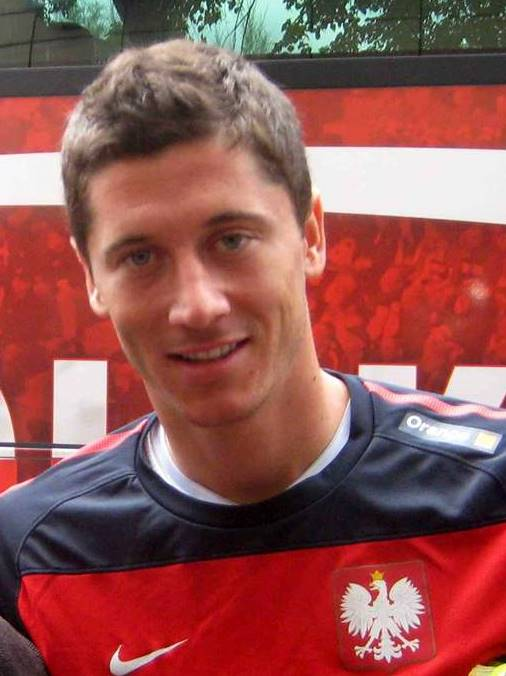
Robert Lewandowski, bester polnischer Torschütze der Qualifikation

Polen traf in der Gruppe I auf England, Albanien, Ungarn, Andorra und San Marino. In den zehn daraus entstandenen Begegnungen trug die polnische Mannschaft sechs Siege davon, verlor zwei Spiele und spielte zweimal remis. Damit belegte die polnische Mannschaft den zweiten Platz hinter England, der am vorletzten Spieltag sicher war, so dass die Niederlage am letzten Spieltag gegen Ungarn daran nichts mehr änderte, zumal die Engländer in ihrem letzten Spiel in San Marino mit 10:0 gewannen und ihren Drei-Punkte-Vorsprung auf sechs Punkte ausbauten.
Insgesamt setzte Nationaltrainer Paulo Sousa in den Gruppenspielen 37 Spieler ein, von denen 24 auch im Kader für die wegen der COVID-19-Pandemie dazwischen geschobene EM 2021 standen. Kein Spieler kamen in allen zehn Gruppenspielen zum Einsatz. Je neun Einsätze hatten Karol Świderski, der erst im zweiten Spiel sein Debüt in der Nationalmannschaft gab, aber im Play-off-Finale fehlte, und Torhüter Wojciech Szczęsny, der nur beim 5:0-Heimsieg gegen San Marino auf der Bank saß, aber zudem im Play-off-Finale im Tor stand. 19 Spieler kamen in mindestens der Hälfte der Gruppenspiele zum Einsatz. Außer Świderski gaben in der Qualifikation noch Kacper Kozłowski und Kamil Piątkowski im zweiten Spiel ihr Debüt, sowie Rafał Augustyniak im dritten, Adam Buksa im vierten, Jakub Kamiński, Bartosz Slisz und Nicola Zalewski im fünften, Torhüter Radosław Majecki im siebten und Matty Cash im vorletzten Spiel. Jan Bednarek, Grzegorz Krychowiak, Karol Linetty und Tymoteusz Puchacz waren aufgrund zweier Gelber Karten für ein Spiel gesperrt, Mateusz Klich aus diesem Grund für das Play-off-Spiel. Zwei Spieler, Krystian Bielik und Jacek Góralski wurden nur im Play-off-Finale eingesetzt.
Bester Torschütze in den Gruppenspielen war mit acht Toren Robert Lewandowski, zudem erzielte er ein Tor im Play-off-Finale. Zweitbeste Torschützen mit je fünf Toren waren Adam Buksa und Karol Świderski, die gleich bei ihrem Denüt trafen. Zudem erzielten Tomasz Kędziora und Damian Szymański ihr erstes Länderspieltor in der Qualifikation –  Kędziora in seinem 25. Länderspiel und Szymański in der Nachspielzeit gegen England zum 1:1-Endstand. Insgesamt trafen elf Spieler in den Gruppenspielen und Piotr Zieliński im Play-off-Finale, hinzu kam ein Eigentor eines Spielers von San Marino. Die 30 Tore wurden nur von Gruppengegner England (39), Deutschland (36) und den Niederlanden (33) übertroffen.
Die Polen bestritten alle Heimspiele in Warschau.
| Datum      | Spielort         | Gastgeber  |   | Gast       | Ergebnis  | Torschützen für Polen                                                         |
| ---------- | ---------------- | ---------- | - | ---------- | --------- | ----------------------------------------------------------------------------- |
| 25.03.2021 | Budapest         | Ungarn     | – | Polen      | 3:3 (1:0) | Kamil Jóźwiak, Robert Lewandowski, Krzysztof Piątek                           |
| 28.03.2021 | Warschau         | Polen      | – | Andorra    | 3:0 (1:0) | Robert Lewandowski (2), Karol Świderski 1                                     |
| 31.03.2021 | London           | England    | – | Polen      | 2:1 (1:0) | Jakub Moder                                                                   |
| 02.09.2021 | Warschau         | Polen      | – | Albanien   | 4:1 (2:1) | Adam Buksa 1, Grzegorz Krychowiak, Robert Lewandowski, Karol Linetty          |
| 05.09.2021 | Serravalle       | San Marino | – | Polen      | 1:7 (0:4) | Adam Buksa (3), Robert Lewandowski (2), Karol Linetty, Karol Świderski        |
| 08.09.2021 | Warschau         | Polen      | – | England    | 1:1 (0:0) | Damian Szymański 1                                                            |
| 09.10.2021 | Warschau         | Polen      | – | San Marino | 5:0 (2:0) | Adam Buksa, Tomasz Kędziora 1, Krzysztof Piątek, Karol Świderski + 1 Eigentor |
| 12.10.2021 | Tirana           | Albanien   | – | Polen      | 0:1 (0:0) | Karol Świderski                                                               |
| 12.11.2021 | Andorra la Vella | Andorra    | – | Polen      | 1:4 (1:3) | Robert Lewandowski (2), Kamil Jóźwiak, Arkadiusz Milik,                       |
| 15.11.2021 | Warschau         | Polen      | – | Ungarn     | 1:2 (0:1) | Karol Świderski                                                               |

### Abschlusstabelle der Qualifikationsrunde
| Pl. | Mannschaft | Sp. | S | U | N  | Tore    | Diff. | Punkte |
| --- | ---------- | --- | - | - | -- | ------- | ----- | ------ |
| 1.  | England    | 10  | 8 | 2 | 0  | 039:300 | +36   | 26     |
| 2.  | Polen      | 10  | 6 | 2 | 2  | 030:110 | +19   | 20     |
| 3.  | Albanien   | 10  | 6 | 0 | 4  | 012:120 | ±0    | 18     |
| 4.  | Ungarn     | 10  | 5 | 2 | 3  | 019:130 | +6    | 17     |
| 5.  | Andorra    | 10  | 2 | 0 | 8  | 008:240 | −16   | 06     |
| 6.  | San Marino | 10  | 0 | 0 | 10 | 001:460 | −45   | 0      |

### Play-off
Als Gruppenzweiter waren die Polen für die Play-offs qualifiziert. Das Los ergab, dass sie im März 2022 zum Halbfinale in Russland antreten sollten. Der Sieger hätte dann Heimrecht gegen den Sieger des Spiels zwischen Schweden und Tschechien gehabt. Nach dem russischen Überfall auf die Ukraine im Februar 2022 entschieden sich Polen, Schweden und Tschechien, nicht gegen Russland antreten zu wollen. Die FIFA beschloss daraufhin „erste Sofortmaßnahmen“. Demnach hätten alle Heimspiele Russlands auf neutralem Boden ausgetragen werden müssen, der russische Fußballverband hätte nicht mehr unter dem Namen „Russland“ antreten dürfen, sondern hätte auf „russischer Fußballverband (RFU)“ ausweichen müssen und bei Spielen wäre weder die russische Flagge gezeigt noch die russische Hymne gespielt worden. Der Präsident des polnischen Fußballverbands, Cezary Kulesza, bezeichnete die FIFA-Sanktionen als „inakzeptabel“ und betonte, dass man kein Spiel gegen Russland bestreiten werde, ganz egal, wie die russische Mannschaft heißen würde. Am 28. Februar 2022 schlossen die FIFA und UEFA die russischen Nationalmannschaften und Vereine aus allen Wettbewerben aus. Polen zog somit kampflos in das Finale des Wegs B ein. Am 8. März legte der russische Verband dagegen Beschwerde beim CAS ein. Am 18. März wurde die Beschwerde abgewiesen.
Die Polen spielten am 29. März 2022 gegen Schweden, das die Tschechen mit 1:0 nach Verlängerung besiegt hatte, um das WM-Ticket und gewannen mit 2:0 durch Tore von Robert Lewandowski per Elfmeter und Piotr Zieliński.
Am 30. März, einen Tag vor der WM-Auslosung zog der russische Verband seine Beschwerde beim CAS zurück.

## Vorbereitung
Die Vorbereitung bestand diesmal im Wesentlichen aus Pflichtspielen in der UEFA Nations League 2022/23.

### Spiele
| Datum      | Ergebnis  | Gegner      | Austragungsort  | Anlass                                                  | Polnische Torschützen                        |
| ---------- | --------- | ----------- | --------------- | ------------------------------------------------------- | -------------------------------------------- |
| 24.03.2022 | 1:1 (0:0) | Schottland  | Glasgow (SCO)   | Benefizspiel zu Gunsten der UNICEF-Hilfe in der Ukraine | Krzysztof Piątek (90.+4'/Elfm.)              |
| 01.06.2022 | 2:1 (0:0) | Wales       | Wroclaw         | Nations League                                          | Jakub Kamiński (72 1), Karol Świderski (85.) |
| 08.06.2022 | 1:6 (1:1) | Belgien     | Brüssel (BEL)   | Nations League                                          | Robert Lewandowski (28.)                     |
| 11.06.2022 | 2:2 (1:0) | Niederlande | Rotterdam (NLD) | Nations League                                          | Matty Cash (18. 1), Piotr Zieliński (49.)    |
| 14.06.2022 | 0:1 (0:1) | Belgien     | Warschau        | Nations League                                          |                                              |
| 22.09.2022 | 0:2 (0:1) | Niederlande | Warschau        | Nations League                                          |                                              |
| 25.09.2022 | 1:0 (0:0) | Wales       | Cardiff (WAL)   | Nations League                                          | Karol Świderski (57.)                        |
| 16.11.2022 | 1:0 (0:0) | Chile       | Warschau        | Freundschaftsspiel                                      | Krzysztof Piątek (85.)                       |

Anmerkung: Kursiv gesetzte Mannschaften sind nicht für die WM qualifiziert.

## Kader
| Position | Nr. 1   | Name                  | Verein 2            | Geburts- datum | Länderspiel- einsätze 3 | Länderspiel- tore 3 | Debüt | Letzter Einsatz | Anzahl der Spiele | Tor | Gelbe Karte | Gelb-Rote Karte | Rote Karte | WM-Teilnahmen | WM-Spiele (vor 2022) | WM-Tore (vor 2022) |
| --- | ------- | --------------------- | ------------------- | -------------- | ----------------------- | ------------------- | ----- | --------------- | ----------------- | --- | ----------- | --------------- | ---------- | ------------- | -------------------- | ------------------ |
| Tor | 22      | Kamil Grabara         | FC Kopenhagen       | 08.01.1999     | 1                       | 0                   | 2022  | 01.06.2022      |                   |     |             |                 |            |               |                      |                    |
| Tor | 12      | Łukasz Skorupski      | FC Bologna          | 05.05.1991     | 8                       | 0                   | 2012  | 16.11.2022      |                   |     |             |                 |            |               |                      |                    |
| Tor | 01      | Wojciech Szczęsny     | Juventus Turin      | 18.04.1990     | 66                      | 0                   | 2009  | 25.09.2022      | 4                 |     |             |                 |            | 2018          | 2                    | 0                  |
| Abwehr | 05      | Jan Bednarek          | Aston Villa         | 12.04.1996     | 45                      | 1                   | 2017  | 16.11.2022      | 1                 |     |             |                 |            | 2018          | 3                    | 1                  |
| Abwehr | 18      | Bartosz Bereszyński   | Sampdoria Genua     | 12.07.1992     | 46                      | 0                   | 2013  | 16.11.2022      | 4                 |     | 1           |                 |            | 2018          | 3                    | 0                  |
| Abwehr | 02      | Matty Cash            | Aston Villa         | 07.08.1997     | 7                       | 1                   | 2021  | 14.06.2022      | 4                 |     | 2           |                 |            |               |                      |                    |
| Abwehr | 15      | Kamil Glik            | Benevento Calcio    | 03.02.1988     | 99                      | 4                   | 2010  | 16.11.2022      | 4                 |     |             |                 |            | 2018          | 2                    | 0                  |
| Abwehr | 25      | Robert Gumny          | FC Augsburg         | 04.06.1998     | 5                       | 0                   | 2020  | 16.11.2022      |                   |     |             |                 |            |               |                      |                    |
| Abwehr | 03      | Artur Jędrzejczyk     | Legia Warschau      | 04.11.1987     | 40                      | 3                   | 2010  | 19.09.2019      | 1                 |     |             |                 |            | 2018          | 1                    | 0                  |
| Abwehr | 14      | Jakub Kiwior          | Spezia Calcio       | 15.02.2000     | 5                       | 0                   | 2022  | 16.11.2022      | 4                 |     | 1           |                 |            |               |                      |                    |
| Abwehr | 04      | Mateusz Wieteska      | Clermont Foot       | 11.02.1997     | 2                       | 0                   | 2022  | 16.11.2022      |                   |     |             |                 |            |               |                      |                    |
| Abwehr | 21      | Nicola Zalewski       | AS Rom              | 23.01.2002     | 7                       | 0                   | 2021  | 25.09.2022      | 2                 |     |             |                 |            |               |                      |                    |
| Mittelfeld | 06      | Krystian Bielik       | Birmingham City     | 04.01.1998     | 5                       | 0                   | 2019  | 29.03.2022      | 3                 |     |             |                 |            |               |                      |                    |
| Mittelfeld | 24      | Przemysław Frankowski | RC Lens             | 12.04.1995     | 26                      | 1                   | 2018  | 16.11.2022      | 4                 |     | 1           |                 |            |               |                      |                    |
| Mittelfeld | 11      | Kamil Grosicki        | Pogoń Stettin       | 08.06.1988     | 87                      | 17                  | 2008  | 16.11.2022      | 1                 |     |             |                 |            | 2018          | 3                    | 0                  |
| Mittelfeld | 13      | Jakub Kamiński        | VfL Wolfsburg       | 05.06.2002     | 4                       | 1                   | 2021  | 16.11.2022      | 4                 |     |             |                 |            |               |                      |                    |
| Mittelfeld | 10      | Grzegorz Krychowiak   | al-Shabab           | 29.01.1990     | 94                      | 5                   | 2008  | 16.11.2022      | 4                 |     | 1           |                 |            | 2018          | 3                    | 1                  |
| Mittelfeld | 26      | Michał Skóraś         | Lech Posen          | 15.02.2000     | 1                       | 0                   | 2022  | 22.09.2022      | 1                 |     |             |                 |            |               |                      |                    |
| Mittelfeld | 19      | Sebastian Szymański   | Feyenoord Rotterdam | 10.05.1999     | 18                      | 1                   | 2019  | 16.11.2022      | 2                 |     |             |                 |            |               |                      |                    |
| Mittelfeld | 08      | Damian Szymański      | AEK Athen           | 16.06.1995     | 9                       | 1                   | 2018  | 16.11.2022      | 1                 |     |             |                 |            |               |                      |                    |
| Mittelfeld | 17      | Szymon Żurkowski      | AC Florenz          | 25.09.1997     | 7                       | 0                   | 2022  | 16.11.2022      |                   |     |             |                 |            |               |                      |                    |
| Mittelfeld | 20      | Piotr Zieliński       | SSC Neapel          | 20.05.1994     | 74                      | 9                   | 2013  | 25.09.2022      | 4                 | 1   |             |                 |            | 2018          | 3                    | 0                  |
| Sturm | 09      | Robert Lewandowski    | FC Barcelona        | 21.08.1988     | 134                     | 76                  | 2008  | 25.09.2022      | 4                 | 2   |             |                 |            | 2018          | 3                    | 0                  |
| Sturm | 07      | Arkadiusz Milik       | Juventus Turin      | 28.02.1994     | 64                      | 16                  | 2010  | 16.11.2022      | 3                 |     | 1           |                 |            | 2018          | 1                    | 0                  |
| Sturm | 23      | Krzysztof Piątek      | US Salernitana      | 01.07.1995     | 25                      | 11                  | 2018  | 16.11.2022      | 2                 |     |             |                 |            |               |                      |                    |
| Sturm | 16      | Karol Świderski       | Charlotte FC        | 23.01.1997     | 18                      | 8                   | 2021  | 16.11.2022      | 1                 |     |             |                 |            |               |                      |                    |
| Trainerstab | Trainer | Czesław Michniewicz   |                     | 12.02.1970     |                         |                     | 2022  |                 |                   |     |             |                 |            |               |                      |                    |
| 1 Nummern gemäß Kaderliste der FIFA 2 Kursiv gesetzte Vereine spielen im WM-Jahr in der zweiten Liga 3 Stand: 16. November 2022 nach dem Spiel gegen Chile |         |                       |                     |                |                         |                     |       |                 |                   |     |             |                 |            |               |                      |                    |

## Endrunde

### Gruppenauslosung
Für die Auslosung der Qualifikationsgruppen am 1. April 2022 waren die Polen, die auf Platz 26 der FIFA-Weltrangliste im März standen, Topf 3 zugeordnet und konnten daher in eine Gruppe mit Titelverteidiger Frankreich, Rekordweltmeister Brasilien, Argentinien oder Gastgeber Katar aber auch Deutschland gelost werden. Polen trifft in Gruppe C auf Ex-Weltmeister Argentinien, Mexiko und Saudi-Arabien.
Argentinien war schon zweimal Gegner bei einem WM-Turnier: 1974 siegten die Polen in der Vorrunde mit 3:2 und 1978 verloren sie in der Zwischenrunde mit 0:2. Insgesamt ist die Bilanz mit drei Siegen zwei Remis und sechs Niederlagen negativ. Auch gegen Mexiko spielten die Polen bei der WM 1978, aber in der Vorrunde und gewannen gegen eine äußerst schwache mexikanische Mannschaft mit 3:1. Da es in Freundschaftsspielen noch zwei Siege und Remis sowie drei Niederlagen gab, ist die Gesamtbilanz ausgeglichen. Gegen Saudi-Arabien gab es bisher nur drei Freundschaftsspiele, die gewonnen wurden. Als Gruppenzweiter traf Polen auf den Sieger der Gruppe D, Titelverteidiger Frankreich.

### Spiele der Gruppenphase / Gruppe C
| Pl. | Land          | Sp. | S | U | N | Tore    | Diff. | Punkte |
| --- | ------------- | --- | - | - | - | ------- | ----- | ------ |
| 1.  | Argentinien   | 3   | 2 | 0 | 1 | 005:200 | +3    | 06     |
| 2.  | Polen         | 3   | 1 | 1 | 1 | 002:200 | ±0    | 04     |
| 3.  | Mexiko        | 3   | 1 | 1 | 1 | 002:300 | −1    | 04     |
| 4.  | Saudi-Arabien | 3   | 1 | 0 | 2 | 003:500 | −2    | 03     |

| Di., 22. November 2022 um 19:00 Uhr (17:00 Uhr MEZ) in Doha (Stadium 974)                 |   |               |           |                                                 |
| Mexiko                                                                                    | – | Polen         | 0:0       |                                                 |
| Sa., 26. November 2022 um 16:00 Uhr (14:00 Uhr MEZ) in ar-Rayyan (Education City Stadium) |   |               |           |                                                 |
| Polen                                                                                     | – | Saudi-Arabien | 2:0 (1:0) | Piotr Zieliński (39.), Robert Lewandowski (82.) |
| Mi., 30. November 2022 um 22:00 Uhr (20:00 Uhr MEZ) in Doha (Stadium 974)                 |   |               |           |                                                 |
| Polen                                                                                     | – | Argentinien   | 0:2 (0:0) |                                                 |

### K.-o.-Runde
|                                                                                                |   |       |           |
| Achtelfinale – So., 4. Dezember 2022 um 18:00 Uhr (16:00 Uhr MEZ) in Doha (al-Thumama-Stadion) |   |       |           |
| Frankreich                                                                                     | – | Polen | 3:1 (1:0) |